# Pedro Bismarck Chau
Pedro Bismarck Chau (* 18. Juli 1964 in Managua, Nicaragua) ist ein nicaraguanischer römisch-katholischer Geistlicher und ernannter Weihbischof in Newark.

## Leben
Pedro Bismarck Chau besuchte die Seton Hall University in South Orange und erwarb einen Bachelor-Abschluss in Psychologie. Seine theologische Ausbildung absolvierte er am Priesterseminar Immaculate Conception in South Orange und erwarb anschließend einen Master-Abschluss in „Counselling“ an der Seton Hall University. Er empfing am 24. Mai 2008 das Sakrament der Priesterweihe für das Erzbistum Newark.
Er war Pfarrvikar von Our Lady of Mount Virgin in Garfield (2008–2012), Direktoer der Berufungspastoral (2012–2016), Leiter der Universitätsseelsorge an der Rutgers University und dem New Jersey Institute of Technology (2015–2020) und Pfarrer von Saint John und der Saint Patrick's Pro-Cathedral in Newark (2015–2020). Seit 2020 ist er Rektor der Kathedralbasilika Heilig Herz (Cathedral Basilica of the Sacred Heart) in Newark. Chau gehört dem Priesterrat des Erzbistums Newark an und engagiert sich in der Gehörlosenseelsorge. Er ist der Beauftragte für V Encuentro sowie adjunct professor am Seminar Immaculate Conception. Zudem ist er Kaplan des Malteserordens in New Jersey. Chau spricht Englisch und Spanisch.
Papst Leo XIV. ernannte Chau am 30. Mai 2025 zum Titularbischof von Catrum sowie zum Weihbischof für das Erzbistum Newark. Am 8. September 2025 soll Chau zum Bischof geweiht werden.